# Луцюань
Луцюа́нь (кит. упр. 鹿泉, пиньинь Lùquán) — район городского подчинения городского округа Шицзячжуан провинции Хэбэй (КНР).

## История
Во времена Воюющих царств это место называлось Шии (石邑). При империи Суй здесь был уезд Луцюань (鹿泉). При империи Тан уезд Луцюань был переименован в Холу (获鹿).
В 1949 году был образован Специальный район Шицзячжуан (石家庄专区), и уезд Холу вошёл в его состав. В ноябре 1967 года Специальный район Шицзячжуан был переименован в Округ Шицзячжуан (石家庄地区). В 1984 году уезд Холу был передан из состава округа под юрисдикцию властей города Шицзячжуан. В 1993 году постановлением Госсовета КНР округ Шицзячжуан и город Шицзячжуан были объединены в городской округ Шицзячжуан.
В мае 1994 года уезд Холу был расформирован, а вместо него образован городской уезд Луцюань.
Постановлением Госсовета КНР от 9 сентября 2014 года городской уезд Луцюань был преобразован в район городского подчинения.

## Административное деление
Район Луцюань делится на 9 посёлков и 3 волости.